# Gaby Triquet
Pour les articles homonymes, voir Triquet.
Gabrielle Berthe Gladie Triquet dite Gaby Triquet, née le 28 novembre 1924 à Clichy et morte le 19 mai 2012 à Créteil, est une actrice enfant française.

## Filmographie
- 1932 : Mater Dolorosa d'Abel Gance
- 1934 : Les Misérables de Raymond Bernard : Cosette
- 1934 : Le Scandale de Marcel L'Herbier : Suzanne
- 1934 : Napoléon d'Abel Gance (non créditée)
- 1934 : Maria Chapdelaine de Julien Duvivier : Alma-Rose Chapdelaine
- 1934 : Le Petit Jacques de Gaston Roudès : le petit Jacques
- 1936 : La Joueuse d'orgue de Gaston Roudès : la petite Marthe
- 1936 : La Loupiote de Jean Kemm : Germaine dite La loupiote